# Agricola Italiana Alimentare
L'Agricola Italiana Alimentare S.p.A. (nota nella grande distribuzione come AIA) è un'azienda alimentare italiana fondata a San Martino Buon Albergo (VR)  nel 1968. Fa parte del Gruppo Veronesi.

## Storia
L'azienda è stata fondata nel 1968 a San Martino Buon Albergo (VR) dalla famiglia Veronesi, originaria della Valpantena e che fin dal 1500 possedeva un mulino che macinava cereali, scorporandola come reparto alimentare dalla precedente attività del Mangimificio Veronesi, a sua volta fondato nel 1958.
L'AIA si occupa della lavorazione di vari tipi di carne (pollame, suino, bovino, ovino) ed è la più grande azienda italiana che commercializza uova.

## Marchi
I prodotti dell'azienda sono commercializzati, oltre che con la denominazione principale, con diversi marchi, associati ognuno a un filone alimentare specifico:
- Wudy: würstel
- Aequilibrium: carni bianche
- BonRoll: arrosto di carni bianche
- Buongust'Aia: piatti pronti
- Dakota: salsiccia pronta

## Dati dell'azienda

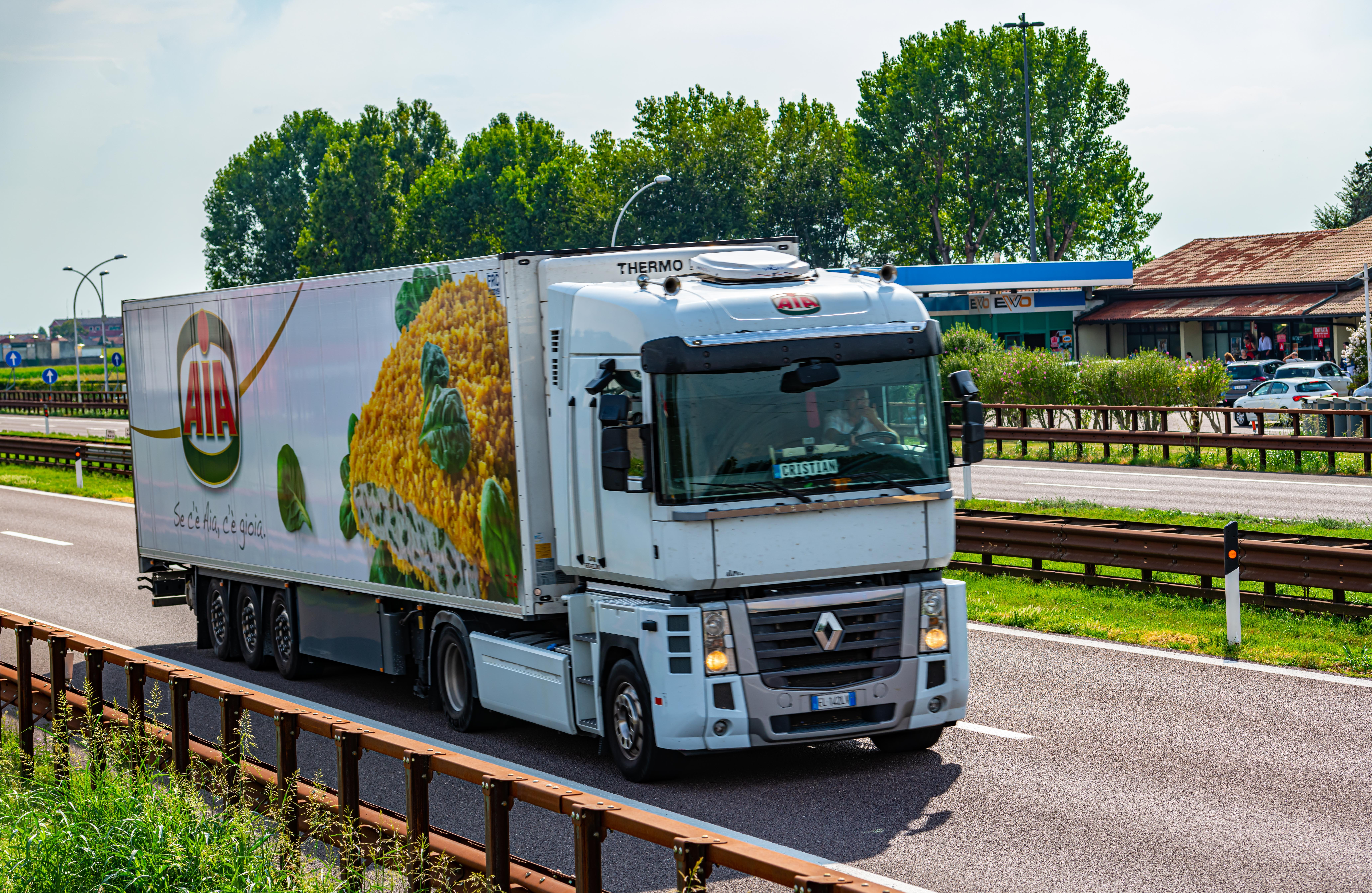
TIR per il trasporto di prodotti AIA

L'azienda conta diversi stabilimenti e sedi produttive a San Martino Buon Albergo, Vazzola, Villaganzerla, Nogarole Rocca, San Giorgio in Bosco, Zevio, Magreta di Formigine, Sommacampagna e Copertino. Ha 8.000 dipendenti e nel 2007 ha prodotto 300.000 tonnellate di pollo, 200.000 tonnellate di tacchino, oltre 1.5 miliardi di uova, 7 milioni di conigli macellati, 500.000 suini macellati, 30.000 bovini allevati e il 16% della produzione è stata esportata all'estero.

## Spot
L'azienda ha cominciato a diffondere spot nel 1970 e per molti anni, a partire dal 1976, ebbe come testimonial l'attrice Ave Ninchi.
Nel 2001 protagonista degli spot fu Martina Colombari accompagnata dalla canzone She's the One.
Dal 2007 il gruppo AIA sponsorizza la Yamaha Racing con il marchio Wudy.